# Антонов, Виктор Васильевич (политик)
Виктор Васильевич Антонов (род. 7 июня 1951, с. Мельниково, Новичихинского района Алтайского края) — советский и российский врач-хирург, первый заместитель председателя Псковского областного Собрания депутатов пятого созыва, депутат Псковского областного Собрания депутатов второго созыва, депутат Государственной думы Российской Федерации пятого созыва (2 декабря 2007 по 4 декабря 2011), член Единой России, главный врач Псковской городской больницы (1985 год), главный врач Псковской областной больницы (с 1986 по 2007 год), народный депутат РСФСР, член Верховного Совета РСФСР (с 1990 по 1993 год), Заслуженный врач Российской Федерации (1997).

## Биография
В 1975 году окончил Кубанский медицинский институт им. Красной Армии. Работал в Краснодарской краевой больнице. В 1976 году переехал в Псковскую область. Прошёл путь от хирурга больницы п. Локня до главного врача областной больницы (с 1986 года). В 1985 году — депутат Локнянского районного Совета народных депутатов. В 1990 году был избран народным депутатом РСФСР. С 1998 года 4 раза избирался в Псковское законодательное собрание. В 2002 году был заместителем председателя комитета по социальной политике областного Собрания, а в 2007 году заместителем председателя Собрания. На выборах 2 декабря 2007 года избран в Государственную думу. Работал в комитете по делам национальностей. Член фракции «Единая Россия». На выборах 4 декабря 2011 года избран депутатом Псковского областного собрания депутатов. Заместитель Председателя собрания.

## Награды
- Орден Почёта (2003 год)
- Заслуженный врач Российской Федерации (1997 год)
- Благодарность Президента Российской Федерации (2009)[1]
- Орден святого благоверного царевича Дмитрия (Русская православная церковь, 1998 год)